# Anèmia hemolítica
L'anèmia hemolítica és un grup de trastorns hemolítics (ja siguin tant intra com extravascular), que causen la disminució de la massa de glòbuls vermells (una anèmia). A diferència d'anèmies no hemolítiques (per dèficit de ferro per exemple), en les anèmies hemolítiques la sobrevida dels glòbuls vermells en sang perifèrica està retallada (la vida normal d'un glòbul vermell són d'uns 120 dies), es dona una anèmia hemolítica quan la medul·la òssia no pot regenerar noves cèl·lules.

## Causes
Es poden dividir en dos grans grups:
- Anèmies hemolítiques hereditàries.
  - Per trastorn de la membrana:
    - Esferocitosi hereditària.
    - El·liptocitosi hereditària.

  - Per dèficit enzimàtic:
    - Deficiència de glucosa-6-fosfat-deshidrogenasa (G-6-PD)
    - Deficiència de piruvat-cinasa (PK)

  - Hemoglobinopaties:
    - Talassèmies.
    - Malaltia drepanocítica o Anèmia de cèl·lules falciformes.
- Anèmies hemolítiques adquirides.
  - Autoimmunitàries.
  - No autoimmunitàries:
    - Per tòxics: plom, el benzol i molts més.
    - Per infeccions: microorganismes com és el cas del plasmodium o l'estreptococ hemolític.
    - Per trauma, o mecàniques: per presència de vàlvula cardíaca artificial.

## Manifestacions clíniques
A més a més de les manifestacions clíniques que hi ha en una anèmia, hi ha punts característics de les anèmies hemolítiques:
- Esplenomegàlia, un augment de la funció destructiva de la melsa.
- Icterícia (engrogiment de la pell i les mucoses).
- Hemoglobinúria (presència d'hemoglobina en l'orina).
- En les hereditàries: trastorn del creixement i deformacions esquelètiques.